# داميان لوب
داميان لوب (بالإنجليزية: Damian Loeb)‏ هو مصور ورسام أمريكي، ولد في 9 مايو 1970 في نيو هيفن في الولايات المتحدة.